# Calendula
Calendula (/kəˈlɛndjuːlə/), là một chi của khoảng 15-20 loài cây thân thảo hàng năm và cây lâu năm trong họ Cúc (Asteraceae).. Chúng thường được gọi là cúc vạn thọ, có nguồn gốc ở miền tây nam Châu Á, tây Âu, Macaronesia, và Địa Trung Hải. Các loại cúc khác cũng được gọi là cúc vạn thọ như cúc vạn thọ ngô, cúc vạn thọ sa mạc, cúc vạn thọ đầm lầy, và thực vật thuộc giống Tagetes. Tên chi Calendula biến thể từ tiếng Latin hiện đại của calendae, có nghĩa là "tiểu lịch", "tiểu đồng hồ" hoặc có thể là "tiểu thời tiết thủy tinh".Tên chung "vạn thọ" đề cập đến Trinh nữ Maria. Thành viên của giống được trồng và sử dụng phổ biến nhất là cúc vạn thọ nồi (Calendula officinalis). Các sản phẩm thảo dược và mỹ phẩm nổi tiếng có tên 'calendula' luôn xuất phát từ C. officinalis.

## Loài
Chi Calendula gồm các loài:

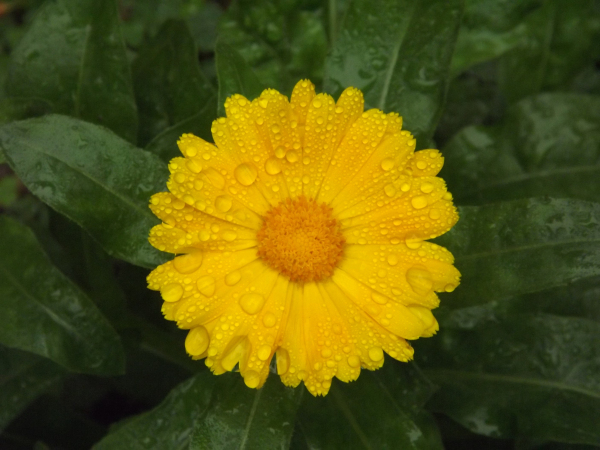
Hoa Calendula officinalis.

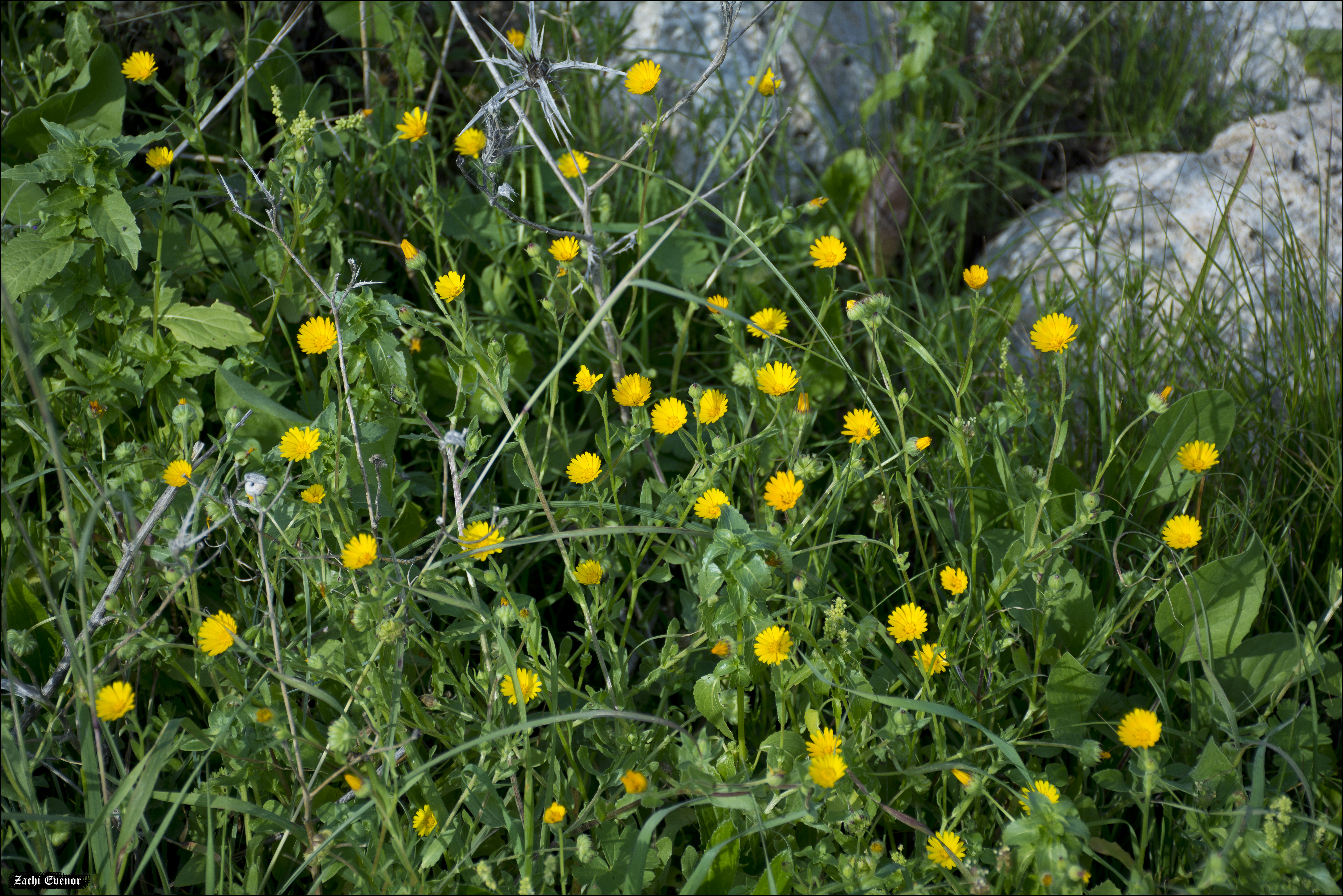
Cụm hoa Calendula arvensis ở Israel.

- Calendula arvensis (Vaill.) L. – field marigold, wild marigold
- Calendula denticulata Schousb. ex Willd.
- Calendula eckerleinii Ohle
- Calendula incana Willd.
  - Calendula incana subsp. algarbiensis (Boiss.) Ohle
  - Calendula incana subsp. maderensis (DC.) Ohle
  - Calendula incana subsp. maritima (Guss.) Ohle
  - Calendula incana subsp. microphylla (Lange) Ohle
- Calendula lanzae Maire
- Calendula maritima Guss.
- Calendula maroccana (Ball) Ball
  - Calendula maroccana subsp. maroccana
  - Calendula maroccana subsp. murbeckii (Lanza) Ohle
- Calendula meuselii Ohle
- Calendula officinalis L.
- Calendula palaestina Boiss.
- Calendula stellata Cav.
- Calendula suffruticosa Vahl
  - Calendula suffruticosa subsp. balansae (Boiss. & Reut.) Ohle
  - Calendula suffruticosa subsp. boissieri Lanza 
  - Calendula suffruticosa subsp. fulgida (Raf.) Guadagno 
  - Calendula suffruticosa subsp. lusitanica (Boiss.) Ohle
  - Calendula suffruticosa subsp. maritima (Guss.) Meikle
  - Calendula suffruticosa subsp. monardii (Boiss. & Reut.) Ohle
  - Calendula suffruticosa subsp. tomentosa Murb.
- Calendula tripterocarpa Rupr.

## Hình ảnh

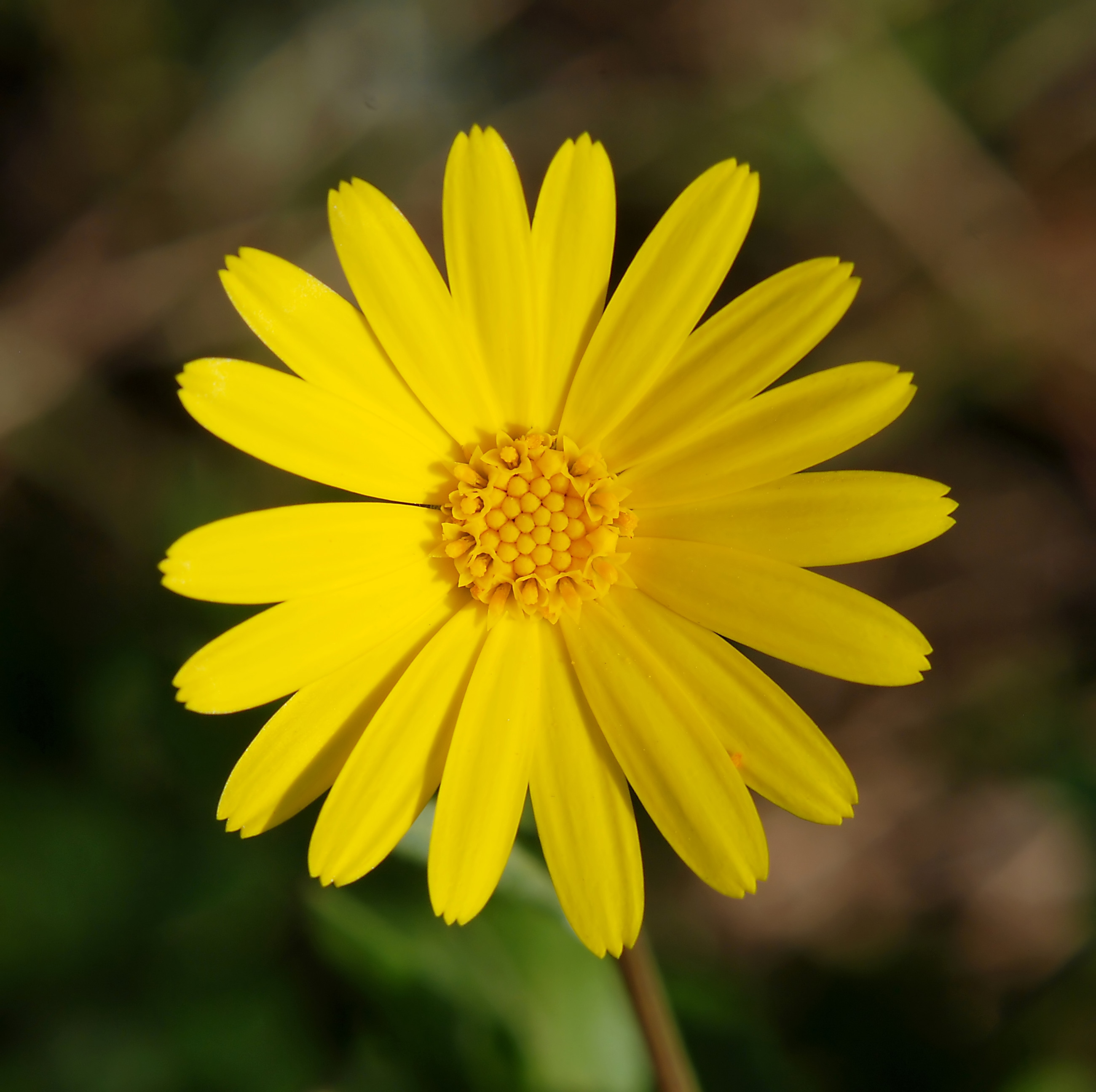
Calendula arvensis
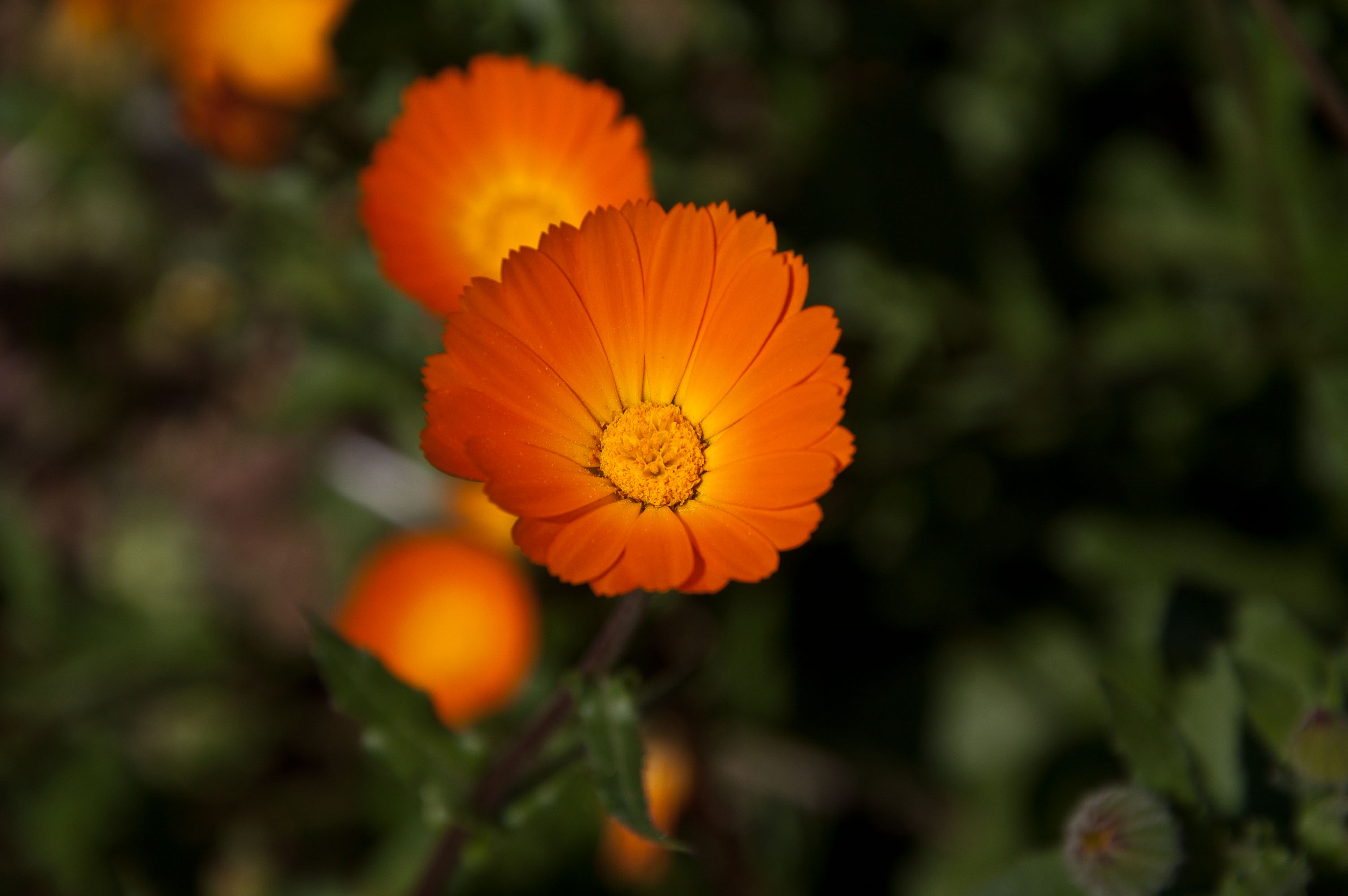
Calendula suffruticosa ssp. fulgida
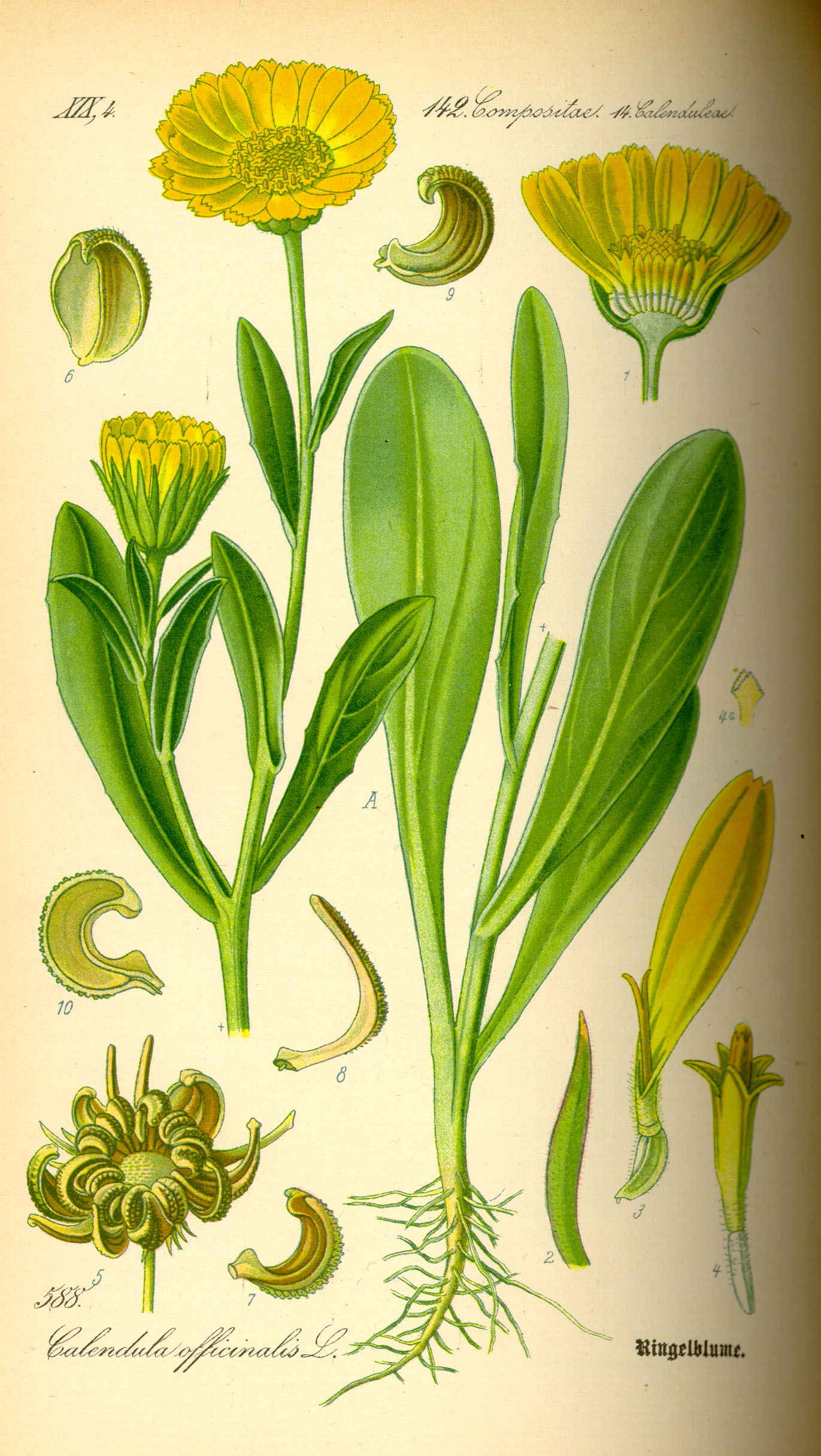
C. officinalis from Flora von Deutschland, Österreich und der Schweiz, by Thomé, 1885
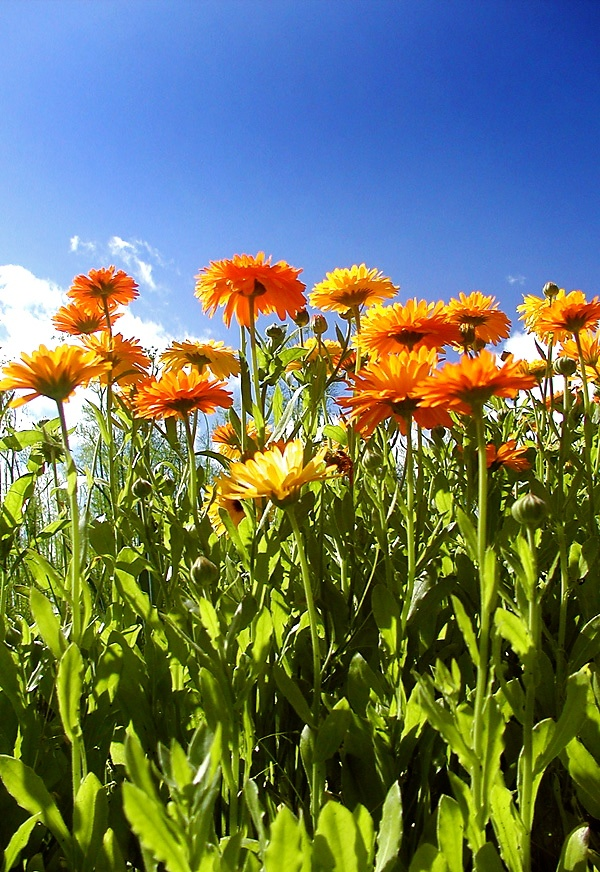
C. officinalis
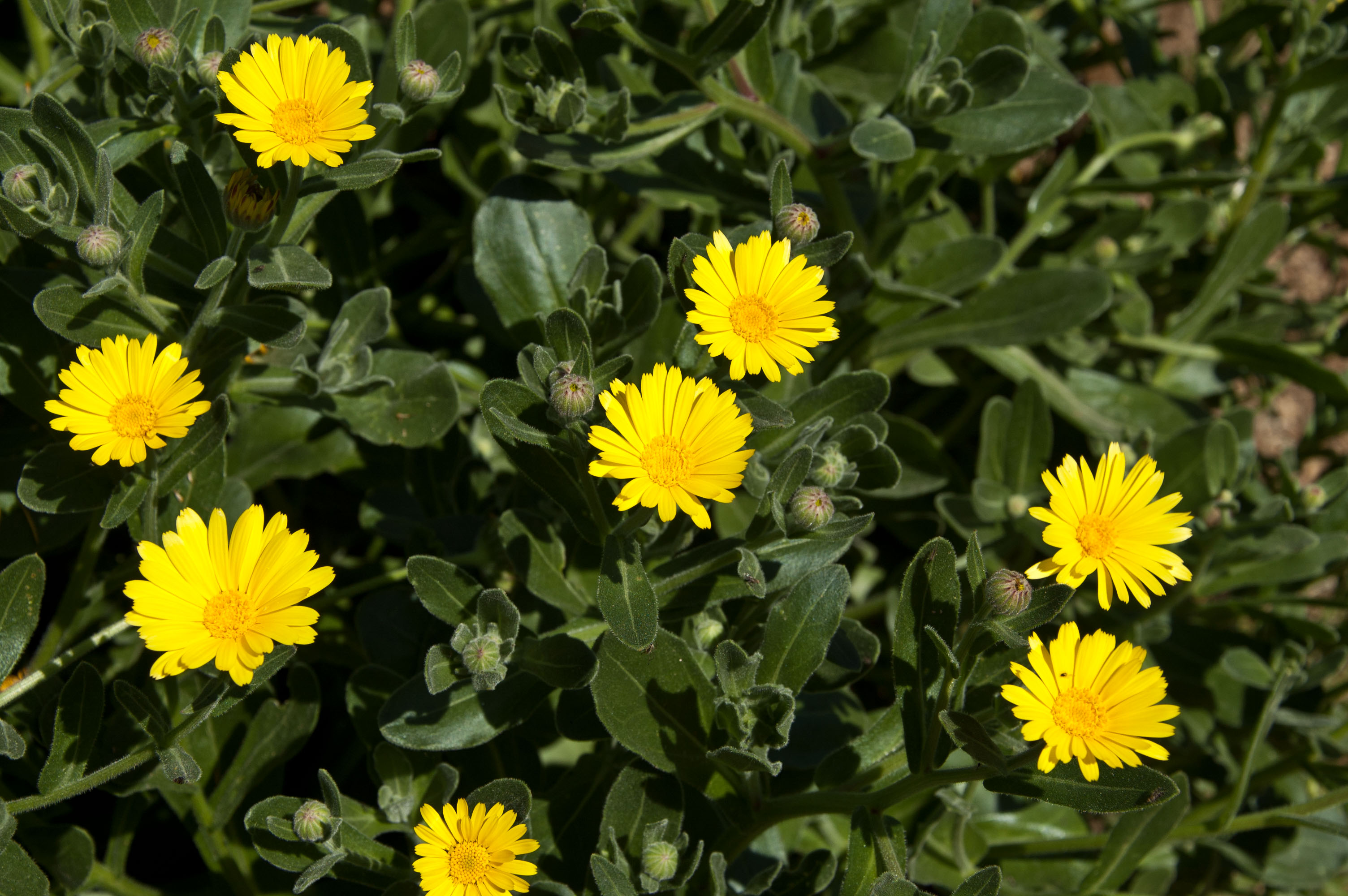
The endangered Calendula maritima
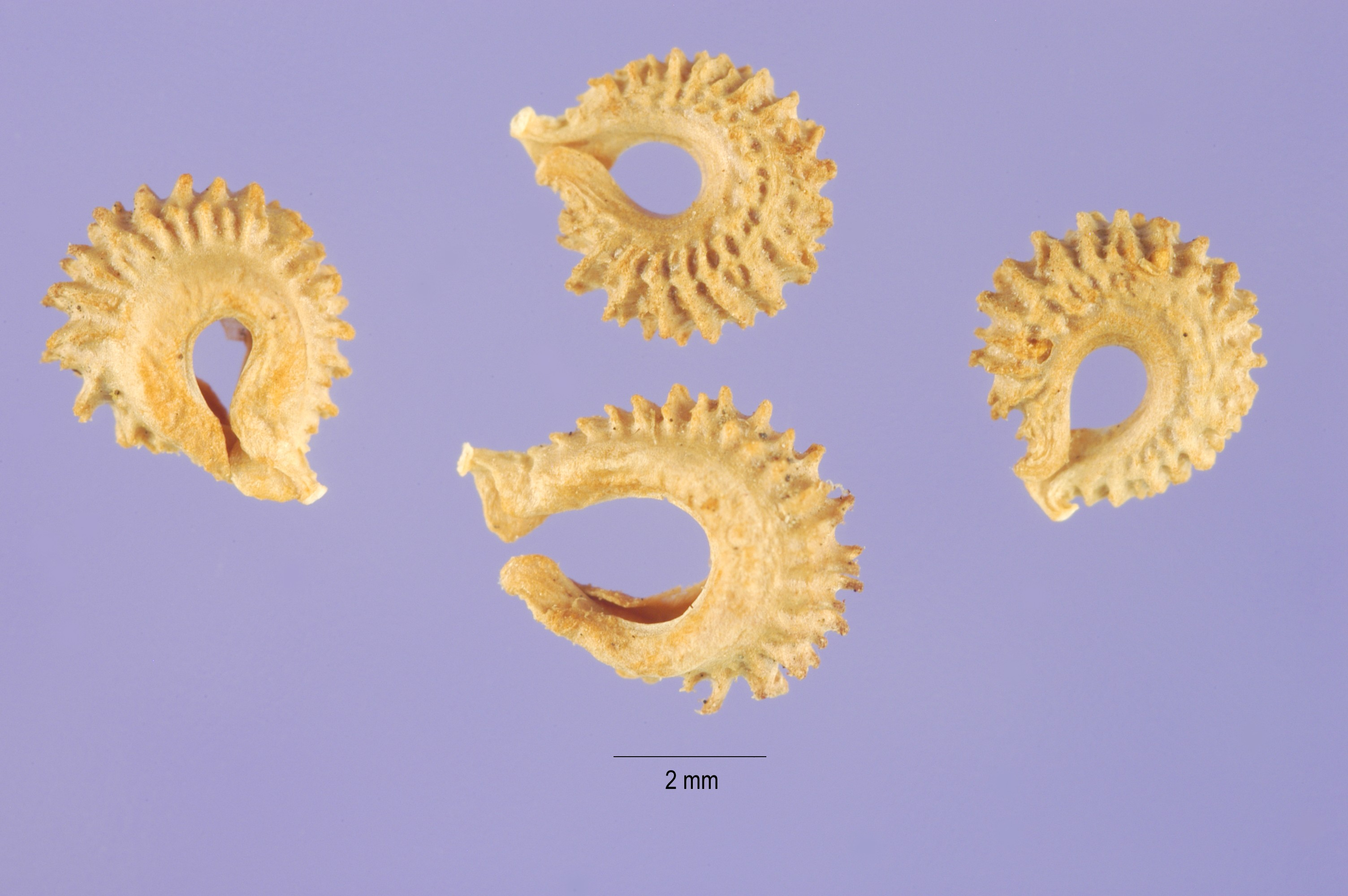
C. arvensis seeds
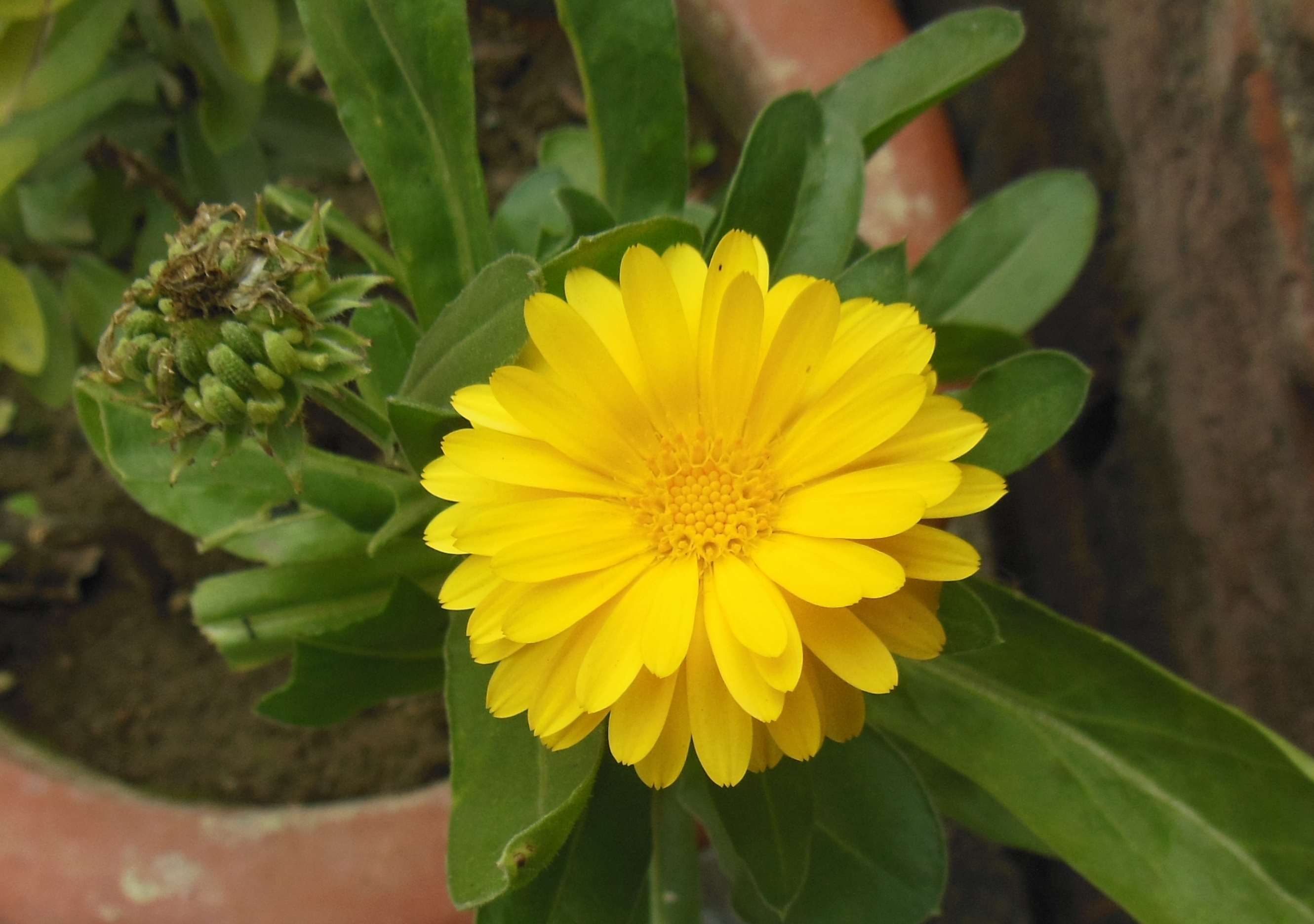
Calendula arvensis in full bloom